# Achyranthes virgata
Achyranthes virgata är en amarantväxtart som först beskrevs av Nikolaus Joseph von Jacquin, och fick sitt nu gällande namn av Carl Ludwig Philipp Zeyher. Achyranthes virgata ingår i släktet Achyranthes och familjen amarantväxter. Inga underarter finns listade i Catalogue of Life.